# Нефедово (Серпуховский район)
Нефедово — деревня в Серпуховском районе Московской области. Входит в состав Васильевского сельского поселения (до 29 ноября 2006 года входила в состав Нефёдовского сельского округа).

## Население
| 2002 | 2006 | 2010 |
| ---- | ---- | ---- |
| 298  | ↗319 | ↘303 |

## География
Нефедово расположена примерно в 6 км (по шоссе), на север от Серпухова (фактически северная окраина города), на реке Каменка, левом притоке реки Оки, высота центра деревни над уровнем моря — 148 м.

## Современное состояние
На 2016 год в деревне зарегистрировано 8 улиц и 2 садовых товарищества.